# جورج الخامس (مترو باريس)
جورج الخامس (بالفرنسية: George V)‏ هي محطة مترو تابعة لمترو باريس تقع في فرنسا في الدائرة الثامنة في باريس.[بحاجة لمصدر]